# Église Saint-François-de-Sales de Lyon
Pour les articles homonymes, voir Église Saint-François-de-Sales.
L’église Saint-François de Sales est une église catholique dédiée à saint François de Sales, située 11 rue Auguste-Comte dans le quartier d'Ainay, dans le 2e arrondissement de Lyon.

## Historique et architecture
L’église actuelle est construite à partir de 1803 rue Saint-Joseph (aujourd'hui rue Auguste-Comte). Elle est placée sous le patronage de saint François de Sales mort en 1622 à proximité (à l’angle de la rue Sainte-Hélène et de la rue Saint François de Sales).
Avant 1803, une église Sainte Madeleine, plus petite, occupait le même emplacement : elle faisait le lien entre la Maison des Recluses (au nord de l’église actuelle) et le Couvent des filles pénitentes (au sud). Pendant la Révolution française, ces deux bâtiments (et peut-être l'église elle-même), devinrent une prison, connue sous le nom de prison des Recluses.
La nouvelle église est construite en plusieurs étapes :
- 1807 : nef latérale gauche ;
- 1828-1831 : nef latérale droite, façade, chœur, coupole ;
- 1842-1847 : nouvelle campagne de travaux sous la direction de l’architecte Claude-Anthelme Benoit, qui avait travaillé sur deux églises lyonnaises : la Basilique Saint-Martin d'Ainay et Saint-Nizier, où il avait notamment construit la tour sud.

## Décoration intérieure

### Peintures décoratives des murs intérieurs et des voûtes
Elles sont dues à Alexandre Denuelle (1818-1879). Cet artiste, professeur à Paris, spécialisé dans les grands décors muraux, a réalisé à Lyon également les décors des murs et de la voûte de Saint-Martin d’Ainay, de la chapelle de l’Hôtel-Dieu, de Saint-Polycarpe. Contrastant avec le décor néo-classique à dominante sombre des murs des nefs, les voûtes de la  nef et des bas-côtés sont décorées d’un semis d’étoiles. À Lyon, la voûte de la chapelle de l’Hôtel-Dieu est décorée de la même manière.

### Les décors du dôme
Arabesques avec végétaux, fleurs et oiseaux, sont l’œuvre de Denuelle, tandis que Louis Janmot a peint les deux grands panneaux est et ouest : « La loi nouvelle enlève le voile qui recouvre l’ancienne » (ou « La réconciliation de l’Ancien et du Nouveau Testament » : deux femmes sont assises, l’une enlevant le voile de l’autre) et « La réconciliation de la science et de la foi au pied de la croix ». Les panneaux nord et sud (quatre prophètes de l’Ancien Testament : Isaïe et Jérémie, Ezéchiel et Daniel) et les quatre pendentifs sont également de Janmot.
Louis Janmot (1814-1892) est l’auteur du célèbre Poème de l’âme (Musée des Beaux-Arts de Lyon). Le retable de la chapelle du Sacré-Cœur est aussi de Janmot (1863).

### Chapelle de la Vierge
Dans la chapelle de la Vierge, l'Assomption est de Joseph-Hugues Fabisch (1856). Ce sculpteur  est  omniprésent dans toutes les églises de Lyon. Mais ses  deux œuvres  les plus connues sont la Vierge de Fourvière dominant Lyon (1852) et la Vierge de Lourdes (1863). Fabisch a aussi sculpté les bas-reliefs des autels de la chapelle du Sacré-Cœur (Les disciples d’Emmaüs) et de la chapelle Saint-Joseph (La Sainte Famille accueillant saint Jean Baptiste). Il avait également réalisé l'ancien maître autel, dont la façade est déposée dans le transept gauche, en face du monument aux morts, et le soubassement de la chaire, déposé en face des fonts baptismaux.
L’autel de la chapelle de la Vierge est décoré par un bas-relief de P. Morel représentant la Nativité de la Vierge.

### Chapelle Saint-Joseph
Tableau d'Édouard Ravel de Malval (1866). Le tableau représente la Fuite en Égypte : on y voit la Sainte Famille servie par les anges. Édouard Ravel de Malval (1850-1888) est un élève d’Hippolyte Flandrin et Paul Flandrin. J.Armand-Calliat, fils de T. Armand-Calliat, a réalisé en 1903 la statue de saint Joseph.

### Fonts baptismaux
Très élégants, les fonts baptismaux dus à Sainte-Marie Perrin (1900) sont ornés par une statue de saint Jean Baptiste due à Paul Dubois (1880).

### Chemin de croix de Thomas-Joseph Armand-Calliat
Réalisées d’après des cartons d’Antoine Sublet (1821-1897), les stations du chemin de croix sont représentées par des plaques de cuivre à émaux champlevés (spécialité d’Armand-Calliat, dont on peut, en particulier, admirer les tons bleus profonds) dans un cadre de bois noir.

### Monument aux morts de 1914-1918
Situé contre le mur est du transept nord, il a été béni en 1920, puis décoré en 1932 par une mosaïque de G. Décote (1870-1951), élève du peintre Gustave Moreau.

### Grande croix (1957) et nouveau maître autel
L'église a connu peu de remaniements depuis le XIXe siècle. Le plus notable fut l'installation en 1957 d'un immense crucifix de Ferdinand Parpan (1902-2004)  entre le maître autel et l'orgue, dans l'axe de la nef.
On note aussi le remplacement du maître autel de Fabisch par un nouvel autel de marbre noir, accompagné d'un ambon de même facture. La chronologie de ce changement est à préciser : elle n'est pas nécessairement liée à la réforme liturgique amené par le concile Vatican II, puisque le maître autel de Fabisch était au même emplacement et ne comportait sans doute pas de retable.

## Orgue
L'orgue actuel, construit en 1880 par Cavaillé-Coll, est le deuxième que connait l'église Saint-François-de-Sales.
Le premier orgue fût construit en 1835 par le facteur alsacien Callinet, en tribune, au fond de l’église (au dessus de l'entrée principale). L'organiste titulaire était alors François-Charles Widor (le père de Charles-Marie).
En 1879, la paroisse commande un orgue neuf au facteur Aristide Cavaillé-Coll. L'orgue Callinet est vendu et transféré à l'église Saint-Bruno de Voiron (inauguration en 1883).
L'orgue Cavaillé-Coll, de 45 jeux répartis sur trois claviers et un pédalier, est installé dans l’abside.
Lors du concert d'inauguration, le 16 décembre 1880, Charles-Marie Widor interpréta en première audition sa cinquième symphonie (dont la Toccata est devenue l'une des plus célèbres pages de la musique d'orgue).
Fait exceptionnel pour un orgue de cette époque, il n'a jamais été modifié depuis sa construction (si ce n'est la pose d'une soufflerie électrique, en 1901). Ses différents relevages (entre autres par la manufacture Michel - Merklin  Kuhn) ont été menés avec le souci de préserver tous ses aspects d'origine - notamment l'harmonie. Ainsi, cet orgue est un témoignage inestimable sur les conceptions d'Aristide Cavaillé-Coll.
Il a été classé Monument Historique en 1977.
| 1er Clavier- Grand Orgue | 2e Clavier- Positif expressif | 3e Clavier- Récit expressif | Pédale                                                                                              |
| --- | --- | --- | --------------------------------------------------------------------------------------------------- |
| Principal 16' Bourdon 16' Montre 8' Bourdon 8' Flûte harmonique 8' Salicional 8' Flûte douce 4' Prestant 4' Doublette 2' Fourniture IV 2.2/3' Cymbale III 1/2' Bombarde 16' Trompette 8' Clairon 4 | Nachthorn 8' Dulciana 8' Flûte harmonique 8' Unda maris 8' Flûte octaviante 4' Doublette 2' Carillon I-III Trompette 8' Clarinette 8' Basson 8' Trémolo | Quintaton 16' Bourdon 8' Diapason 8' Voix céleste 8' Viole de gambe 8' Flûte harmonique 8' Flûte octaviante 4' Octavin 2' Cornet V rangs Quinte 2.2/3' Basson 16' Trompette 8' Clairon 4' Basson-hautbois 8' Voix humaine 8' Trémolo | Basse acoustique 32' Soubasse 16' Contrebasse 16' Flûte 8' Violoncelle 8' Bombarde 16' Trompette 8' |

## Galerie

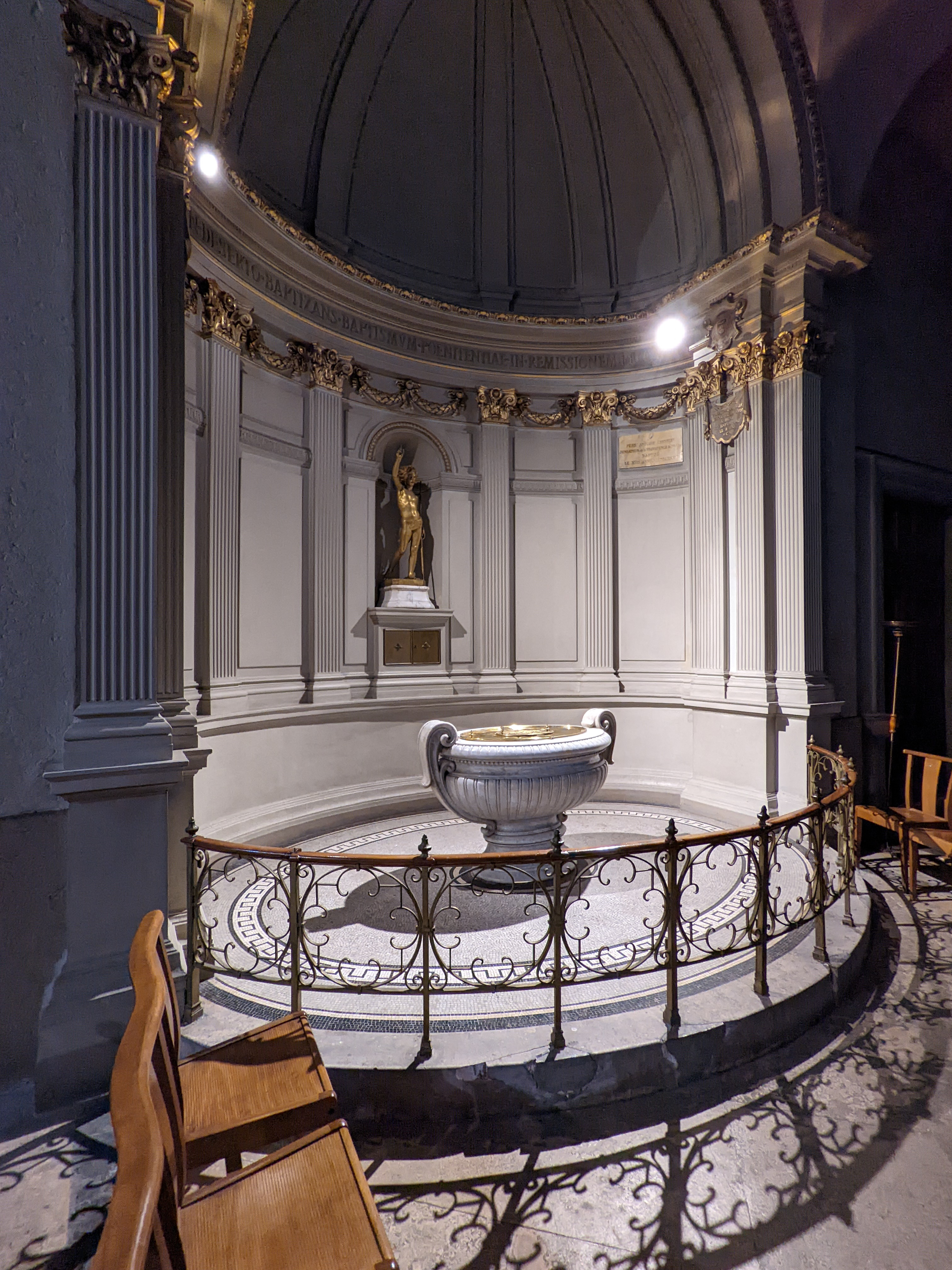
Fonts baptismaux.
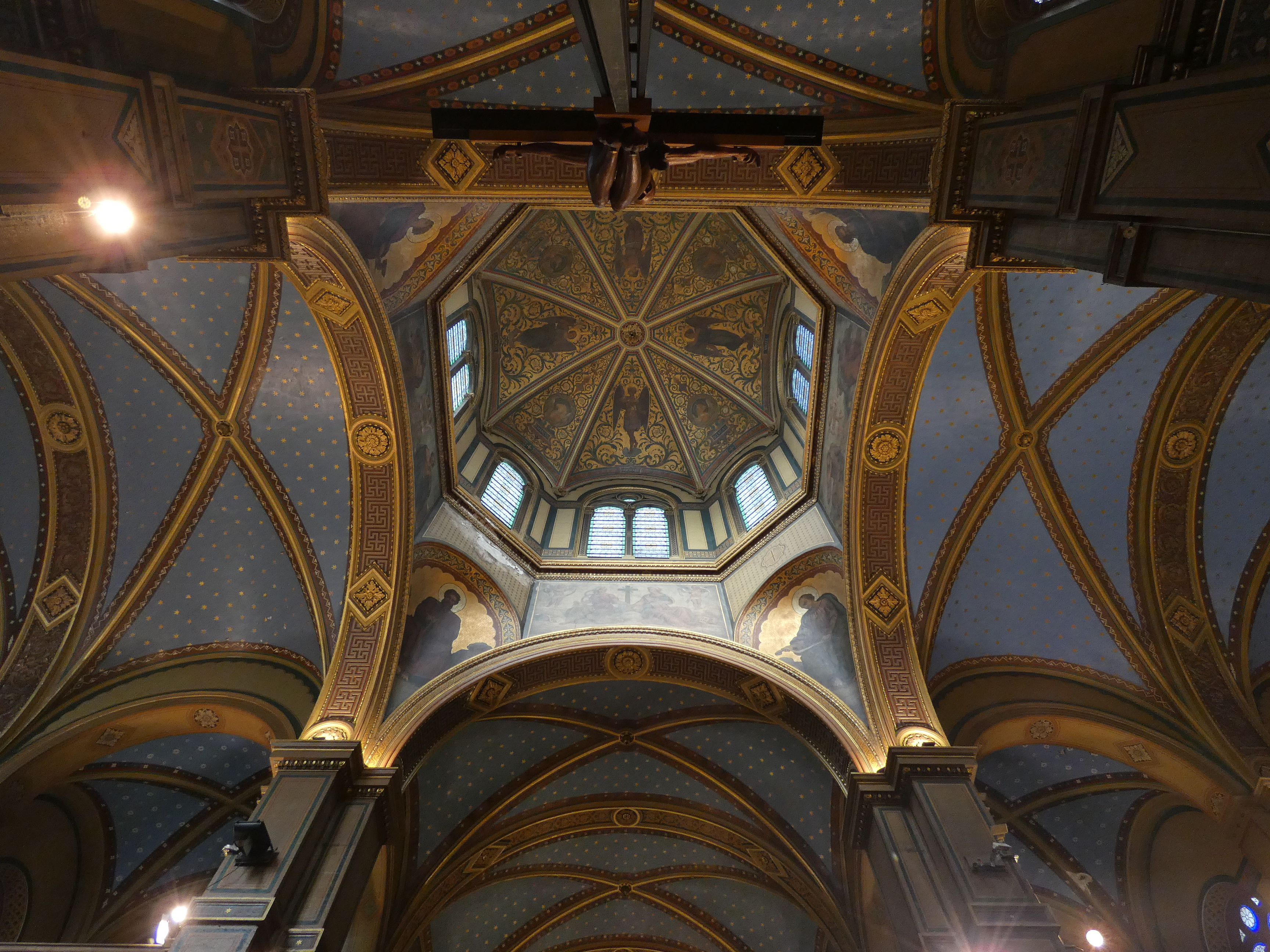
Peintures intérieures du dôme.
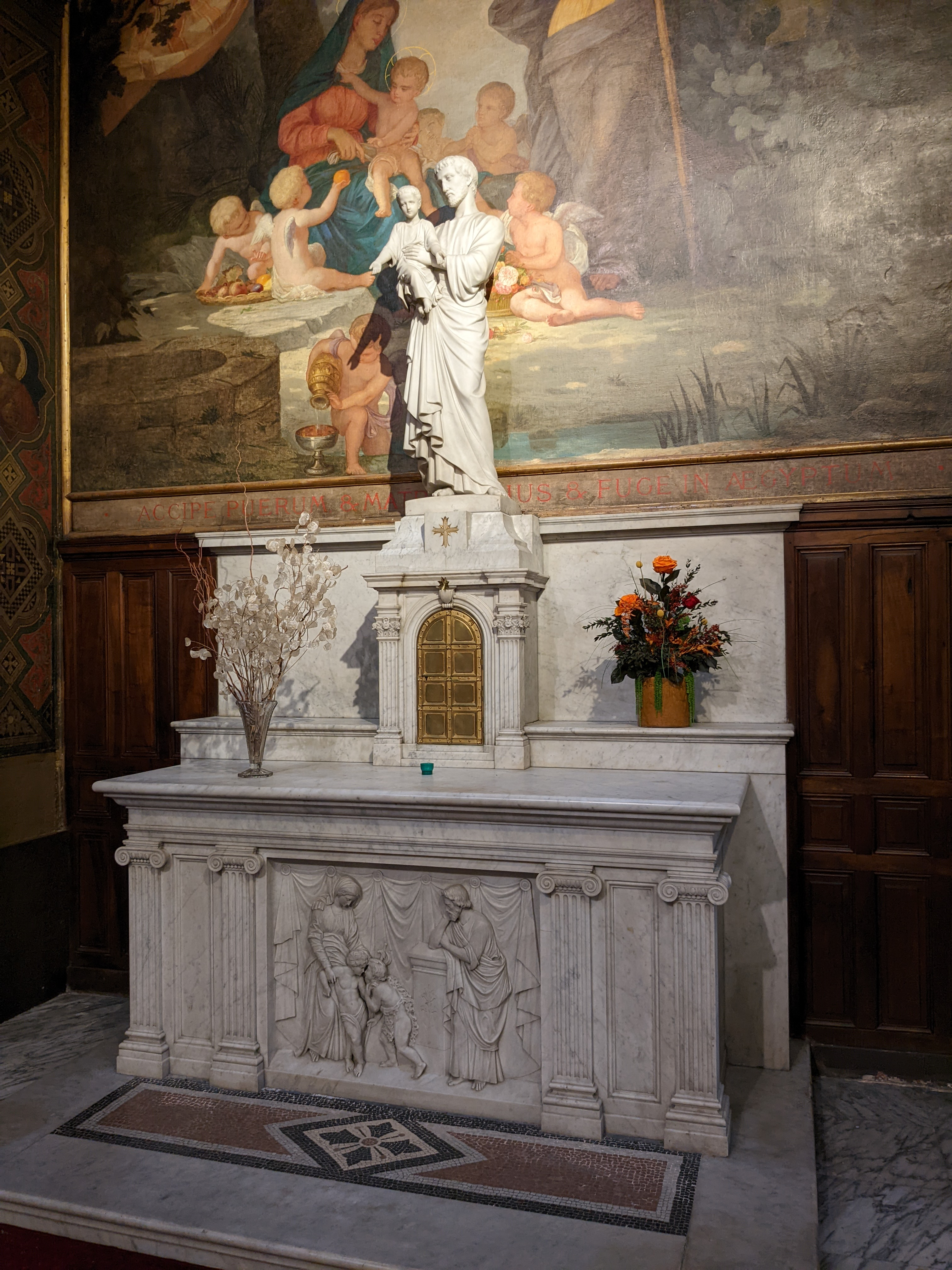
Chapelle Saint Joseph.
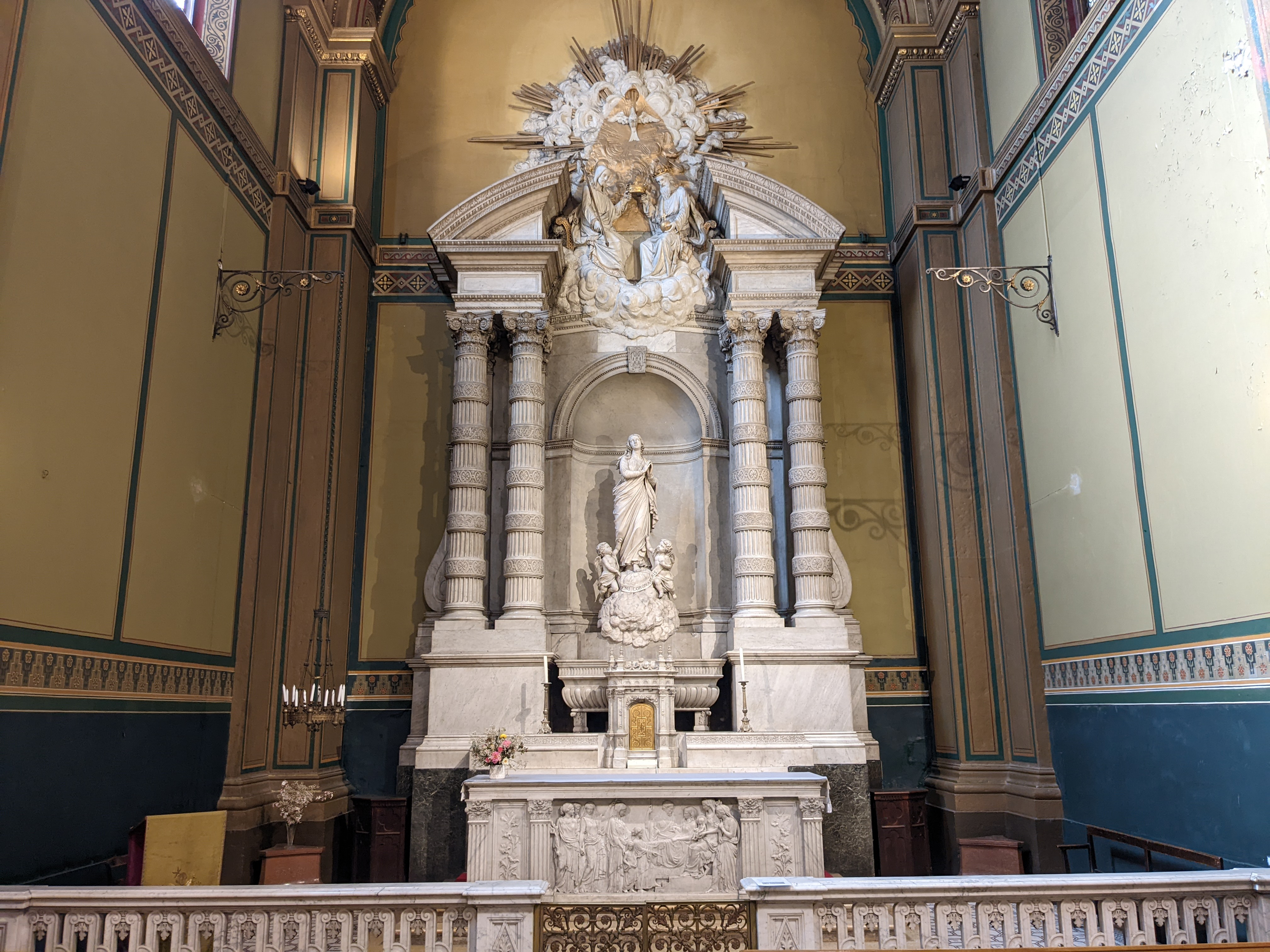
Chapelle de la Vierge

## Personnalités
Dans cette église fût baptisé Pierre-Marie Bossan le 25 juillet 1814.

## Sources et liens
- Site paroisse2lyon.fr, [PDF] « Saint-François-de-Sales », d'après les travaux de Paul-André Bryon.
- Site de l'association "Cavaillé-Coll à Saint-François"